# Shin Se-gye
Đây là một tên người Triều Tiên, họ là Shin.
Shin Se-Gye (tiếng Hàn Quốc: 신세계; sinh ngày 16 tháng 9 năm 1990) là một tiền vệ bóng đá Hàn Quốc, thi đấu cho Sangju Sangmu, cho mượn từ Suwon Samsung Bluewings.

## Sự nghiệp câu lạc bộ
Shin, trải qua sự nghiệp trẻ tại Đại học Sungkyunkwan, tham gia đợt tuyển quân K League 2011, và được lựa chọn bởi Suwon Bluewings mùa giải 2011.  Anh có màn ra mắt ở vòng 5 của K League, trước Jeonbuk Hyundai Motors.  Trong trận hòa không bàn thắng, Shin hoàn thành trận đấu và nhận 1 thẻ vàng. Hơn một tháng sau, trong trận đấu cuối cùng tại vòng bảng của Suwon ở Giải vô địch bóng đá các câu lạc bộ châu Á 2011, trước câu lạc bộ Giải bóng đá ngoại hạng Trung Quốc Shanghai Shenhua F.C., Lee ghi bàn thắng đầu tiên, giúp Suwon có chiến thắng 3–0.

## Thống kê sự nghiệp câu lạc bộ
Tính đến 8 tháng 1 năm 2014
| Thành tích câu lạc bộ | Thành tích câu lạc bộ | Thành tích câu lạc bộ | Giải vô địch | Giải vô địch | Cúp     | Cúp       | Cúp Liên đoàn | Cúp Liên đoàn | Châu lục | Châu lục  | Tổng cộng | Tổng cộng |
| Mùa giải              | Câu lạc bộ            | Giải vô địch          | Số trận      | Bàn thắng    | Số trận | Bàn thắng | Số trận       | Bàn thắng     | Số trận  | Bàn thắng | Số trận   | Bàn thắng |
| Hàn Quốc              | Hàn Quốc              | Hàn Quốc              | Giải vô địch | Giải vô địch | Cúp KFA | Cúp KFA   | Cúp Liên đoàn | Cúp Liên đoàn | Châu Á   | Châu Á    | Tổng cộng | Tổng cộng |
| --------------------- | --------------------- | --------------------- | ------------ | ------------ | ------- | --------- | ------------- | ------------- | -------- | --------- | --------- | --------- |
| 2011                  | Suwon Bluewings       | K League 1            | 10           | 0            | 1       | 0         | 1             | 0             | 3        | 1         | 15        | 1         |
| 2012                  | Suwon Bluewings       | K League 1            | 7            | 0            | 0       | 0         | -             | -             | -        | -         | 7         | 0         |
| 2013                  | Suwon Bluewings       | K League 1            | 16           | 0            | 1       | 0         | -             | -             | 1        | 0         | 18        | 0         |
| Tổng cộng sự nghiệp   | Tổng cộng sự nghiệp   | Tổng cộng sự nghiệp   | 33           | 0            | 2       | 0         | 1             | 0             | 4        | 1         | 40        | 1         |